# Alphabet de Metelko

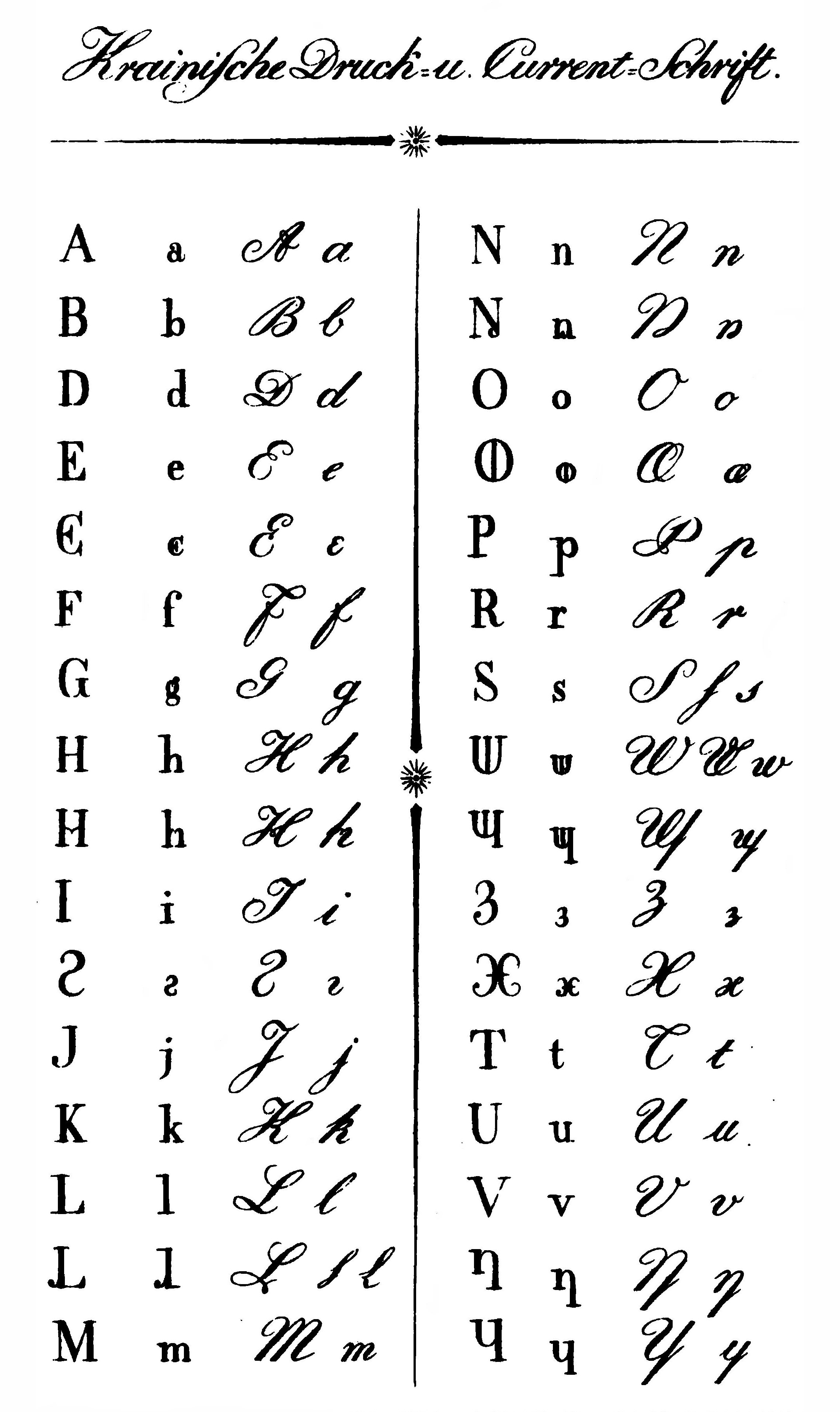
Alphabet de Metelko.

L’alphabet de Metelko (metelčica en slovène) est un alphabet pour l’écriture du slovène développé et publié en 1825 par Franc Serafin Metelko (en). Il a été utilisé par un groupe d’auteurs de 1825 à 1833 mais n’a jamais été largement adopté. En 1833 il est interdit et les différents alphabets slovènes sont progressivement supplantés par l’alphabet Gaj.
| majuscules       | A | B | D | E | Є | F | G | H |   | I | Ƨ | J | K | L |    | M | N |    | O |   | P | R | S |   |     | З |   | T | U | V | Ƞ  | Ɥ  |
| minuscules       | a | b | d | e | є | f | g | h |   | i | ƨ | j | k | l | ɺ  | m | n |    | o |   | p | r | s |   |     | ɜ |   | t | u | v | ƞ  | ɥ  |
| API              | a | b | d̪ | ɛ | e | f | g | h | x | i | ə | j | k | l | lj | m | n | ɲ  | o | ɔ | p | ɾ | s | ʃ | ʃt͡ʃ | z | ʒ | t̪ | u | ʋ | t͡s | t͡ʃ |
| alphabet moderne | a | b | d | e | e | f | g | h | h | i | e | j | k | l | lj | m | n | nj | o | o | p | r | s | š | šč  | z | ž | t | u | v | c  | č  |